# De dragul tău
De dragul tău este al șaselea album de studio al cântăreței Angela Similea. Albumul a fost lansat pe vinil și pe casetă, cu mici diferențe referitor la compozițiile prezente. Pentru a promova albumul, Similea a interpretat "Pentru inima mea și-a ta" și "Nu voi plânge niciodată" în cadrul programul de Revelion 1989 al TVR.

## Lista pieselor în varianta vinil
| #  | Titlu                      | Versuri             | Muzica          | Durată |
| -- | -------------------------- | ------------------- | --------------- | ------ |
| 01 | "De dragul tău"            | Sandu Ștefănescu    | Marian Nistor   |        |
| 02 | "Iubite"                   | Ovidiu Dumitru      | Temistocle Popa |        |
| 03 | "Îngăduie iubirii"         | Corneliu Șerban     | Marian Nistor   |        |
| 04 | "Mai sărută"               | Vera Inber          | Marian Nistor   |        |
| 05 | "Nu voi plânge niciodată”  | Eugen Rotaru        | Marius Țeicu    |        |
| 06 | "Să nu mă crezi”           | Aurel Storin        | Temistocle Popa |        |
| 07 | "Hai să ne-mpăcăm"         | Teodora Popa Mazilu | Marcel Dragomir |        |
| 08 | "Pentru inima mea și a ta" | Temistocle Popa     | Temistocle Popa |        |
| 09 | "Cît aș fi vrut"           | Dan V. Dumitriu     | Dan Iagnov      |        |

## Lista pieselor în varianta casetă
| #  | Titlu                      | Versuri             | Muzica          | Durată |
| -- | -------------------------- | ------------------- | --------------- | ------ |
| 01 | "Nu voi plânge niciodată”  | Eugen Rotaru        | Marius Țeicu    |        |
| 02 | "Îngăduie iubirii"         | Corneliu Șerban     | Marian Nistor   |        |
| 03 | "Iubite"                   | Ovidiu Dumitru      | Temistocle Popa |        |
| 04 | "Mai sărută"               | Vera Inber          | Marian Nistor   |        |
| 05 | "Viața este mai frumoasă"  | Eugen Rotaru        | Marius Țeicu    |        |
| 06 | "Hai să ne-mpăcăm"         | Teodora Popa Mazilu | Marcel Dragomir |        |
| 07 | "S-a deschis o ușă"        | Ovidiu Dumitru      | Ion Cristinoiu  |        |
| 08 | "De dragul tău"            | Sandu Ștefănescu    | Marian Nistor   |        |
| 09 | "Să nu mă crezi”           | Aurel Storin        | Temistocle Popa |        |
| 10 | "Pentru inima mea și a ta" | Temistocle Popa     | Temistocle Popa |        |
| 11 | "Mă vei uita"              | Dan V. Dumitriu     | Dan Iagnov      |        |